# Joseph Hardwick Pemberton

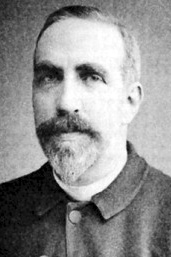
Reverend Joseph Hardwick Pemberton

Joseph Hardwick Pemberton, auch bekannt als Reverend Pemberton (* 4. Oktober 1852 in Havering-atte-Bower  (Essex); † 22. Juli 1926 ebenda), war ein englischer Rosenzüchter, Autor und Geistlicher der anglikanischen Kirche.

## Leben
Er kam am 5. Oktober 1852 (nach anderen Quellen 1854) als Sohn von Joseph Pemberton (senior) und dessen Frau Amelia Elizabeth, geborene Barnes, zur Welt und hatte zwei Schwestern, Helena (1847–1918) und Florence (1. Dezember 1857–1930). Joseph und seine Schwestern lebten ihr Leben lang zusammen in dem sogenannten Roundhouse („rundes Haus“) auf dem Familienbesitz in Havering-atte-Bower in Essex. Ein besonders enges Verhältnis hatte er zu Florence, die sein Interesse für Rosen und seine Züchtungen teilte und unterstützte.
Durch den Garten seiner Familie war Joseph von klein auf von Rosen umgeben und liebte besonders die alten Rosen seiner Großmutter, zu denen Sorten wie 'Maiden’s Blush', 'Aimée Vibert' oder 'Rosa Mundi' gehörten. Schon als Junge steckte er sich zum sonntäglichen Kirchbesuch eine Rose ins Knopfloch, nach dem Vorbild eines Mannes, den er während des Gottesdienstes bemerkt hatte. Auch als er seine Erziehung in einem Internat begann, nahm er als Andenken an sein Zuhause häufig eine Rose der Sorte 'Souvenir de la Malmaison' in einer leeren Gerstenzuckerdose mit; diese Sorte verwendete er auch später bei eigenen Züchtungen.

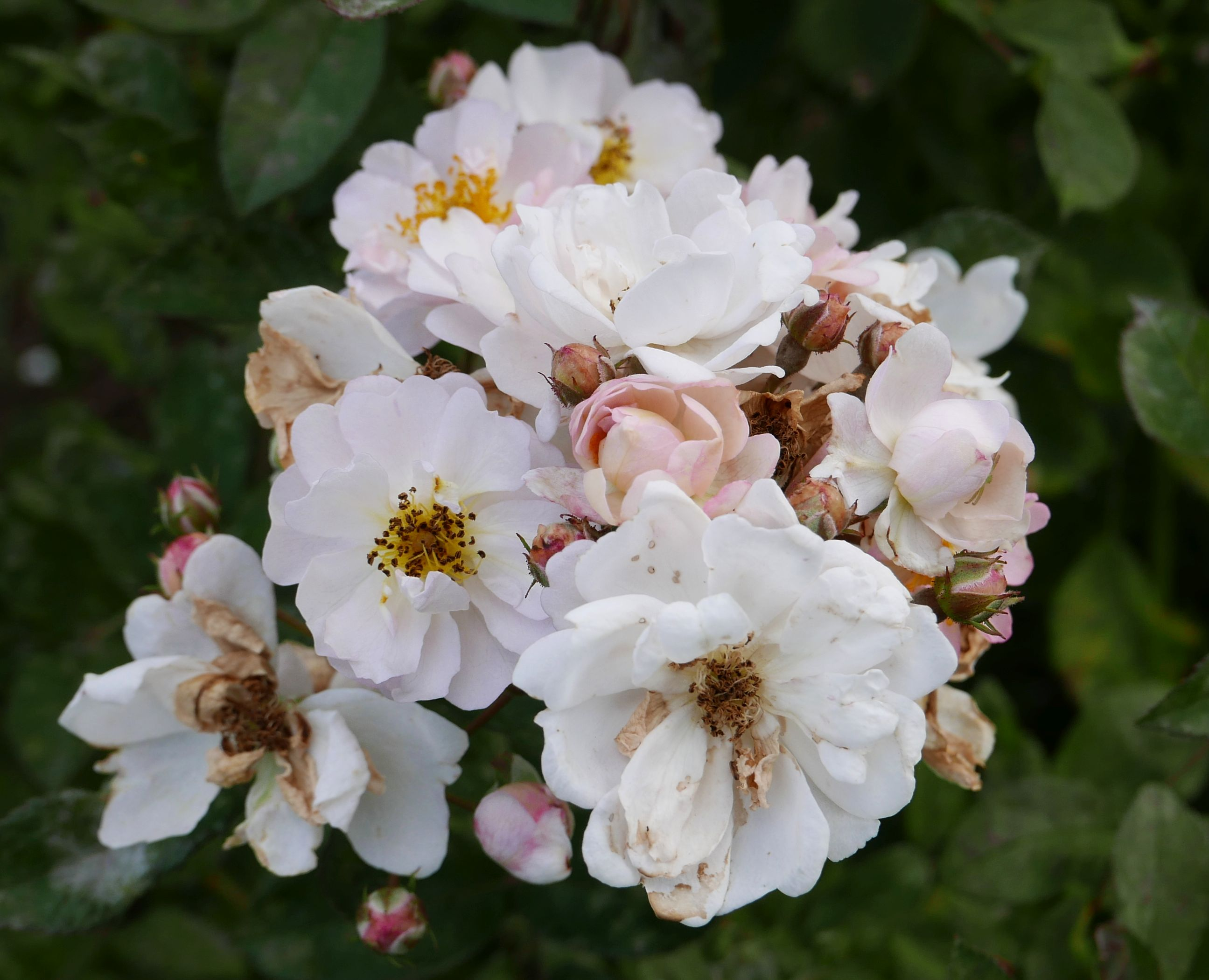
'Daphne', 1912

Als er 12 Jahre alt war, überließ ihm sein Vater ein kleines Stück Garten mit drei roten Rosen, die der Junge selber pflegen und beschneiden durfte; sein Vater zeigte ihm auch, wie man Rosen vermehren kann.
1874, kurz nachdem sein Vater gestorben war, nahm Joseph mit einigen Rosen der Familie an einer Rosenausstellung teil und gewann den zweiten Preis. In seinem Enthusiasmus bestärkt, bestellte er für seinen Garten sofort 50 neue Sorten bei Thomas Rivers.
Kurz nachdem im Dezember 1876 die National Rose Society gegründet worden war, wurden Joseph und seine Schwester Florence Mitglieder. Er nahm gleich an der ersten Ausstellung der Society, im Jahr 1877 in der St. James's Hall teil und gewann den zweiten Preis unter vierzig Teilnehmern.
1880 begann Pemberton seinen Dienst als Priester. Er hielt die nächsten 43 Jahre die Gottesdienste in Collier Row ab, anfangs noch im örtlichen Schulzimmer, später in einem eigens für die Gottesdienste eröffneten Missionsraum, und ab 1886 in der heute noch existierenden Chapel of Ascension. Er gab außerdem an der örtlichen Schule Religionsunterricht (Bibelkunde) und war 30 Jahre lang Diözesaninspektor für Schulen. Pemberton soll sehr beliebt bei den Kindern gewesen sein, die bald merkten, dass sie ihn mit ein oder zwei Fragen über Rosen ablenken konnten. Viele Kinder halfen Pemberton nach der Schule sogar beim Unkraut-Jäten oder beim Hacken des Bodens und bekamen als Belohnung Kuchen und Limonade.
Joseph und Florence Pemberton nahmen als Partner an zahlreichen Rosenausstellungen in ganz England teil. Sie waren dabei jahrzehntelang sehr erfolgreich und gewannen die höchsten Auszeichnungen. Allein im Sommer 1896 nahmen sie zwischen dem 18. Juni und dem 4. August an 12 Ausstellungen an verschiedenen Orten teil und gewannen dabei 48 Preise, darunter 32 erste Plätze und zwei sogenannte „Challenge Trophies“.

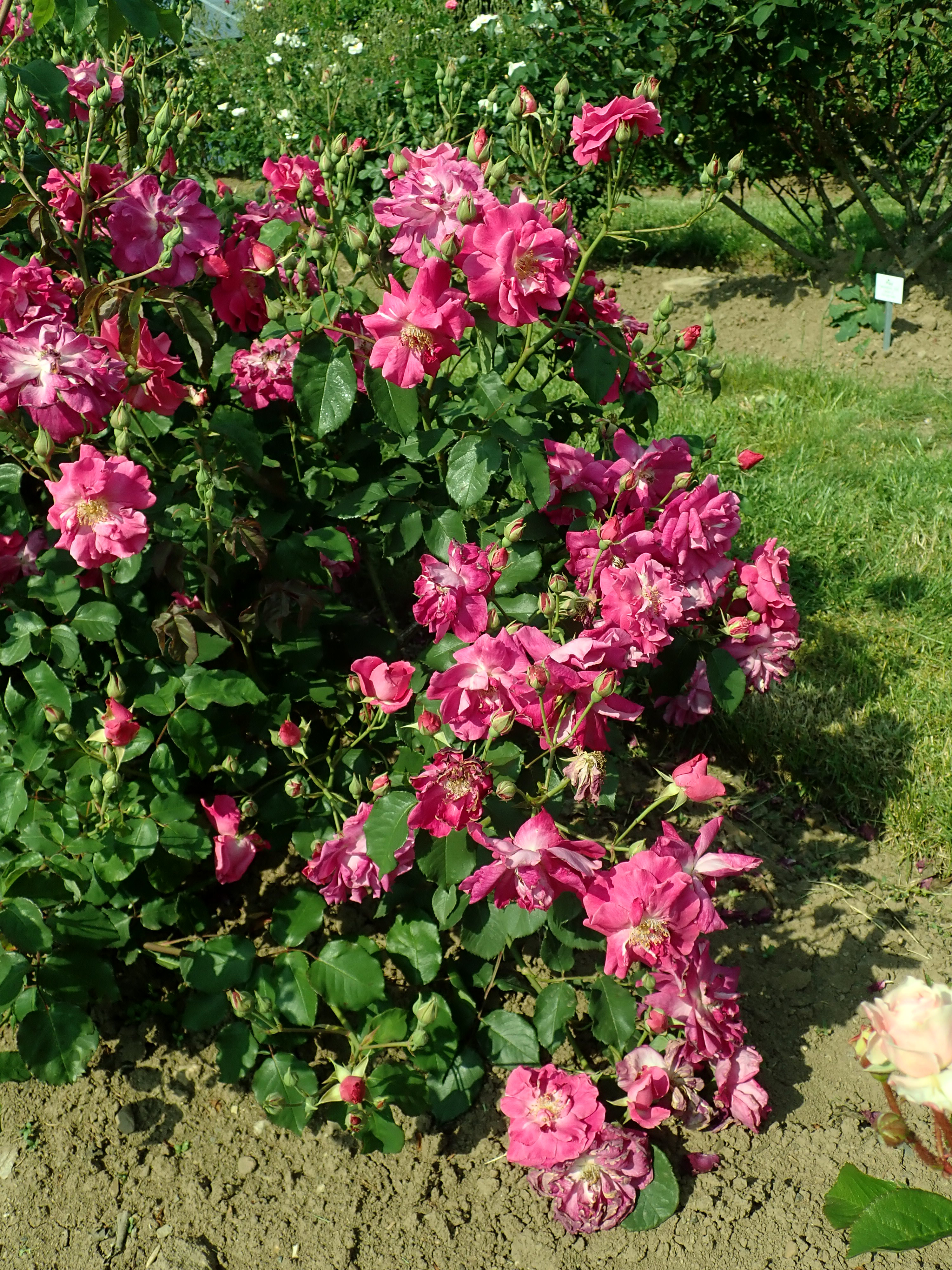
'Sammy', 1921

Pemberton setzte sich auch für die Alten Rosen ein: In einem Jahr, bei einer Ausstellung der National Rose Society in South Kensington, nahm er eine Kiste mit 12 Sorten Alter Rosen seiner Großmutter mit, und stellte sie aus, obwohl sie gar nicht für den Wettbewerb zugelassen waren, nur mit einem Schild: „Großmutters Rosen“. Die Blumen erregten viel Aufsehen und gewannen dadurch wieder an Beliebtheit.
Bis 1896 zog Pemberton jährlich zwischen 5.000 und 10.000 Setzlinge unter Glas auf und züchtete etwa 4.000 verschiedene Rosensorten zur privaten Verwendung in den Gärten der Familie.
Im Jahr 1909 war Joseph Pemberton der Erste, dem die National Rose Society den Dean Hole Award verlieh, in Anerkennung seiner herausragenden Verdienste um die Gesellschaft und um die Rose. 1911 bis 1913 war er zwei Jahre lang Präsident der National Rose Society.
Pemberton war auch international in Rosenzüchterkreisen sehr angesehen und fungierte beispielsweise als Jury-Mitglied bei einer jährlich in Paris stattfindenden Ausstellung. Er rief auch seine eigene Rosenausstellung ins Leben, die jedes Jahr stattfand und bei der die Kinder des Dorfes teilnehmen und ihre Rosen in Marmeladengläsern präsentieren konnten. Pemberton führte den Vorsitz als Preisrichter und war auch Preisrichter bei der örtlichen Blumenausstellung, die jedes Jahr im August stattfand.
Etwa ab 1910 bemühte er sich Rosensorten zu züchten, die möglichst lange, „bis zum Weihnachtstag“ blühen sollten, „wenn alles um sie herum bereits verblüht war“. Als eine der Elternpflanzen für seine Züchtungen wählte er Lamberts Rose 'Trier', die selber von der Rosa multiflora und der Noisette-Rose 'Rêve d’Or' abstammt. 1913 brachte er die Sorten 'Danae' und 'Moonlight' auf den Markt; 'Moonlight' wurde als erste seiner Rosen mit einer Goldmedaille ausgezeichnet. Pemberton bezeichnete diese Sorten anfangs noch als „Teehybriden“, erst ab 1919 begann er sie „Hybrid Musks“ (Moschata-Hybriden oder Moschus-Rosen) zu nennen, nachdem Courtney Page, der Sekretär der National Rose Society, diesen Begriff (fälschlicherweise) 1917 in einer Rezension von Pembertons Rose 'Pax' verwendet hatte, die zum Ende des Ersten Weltkrieges herausgebracht wurde.

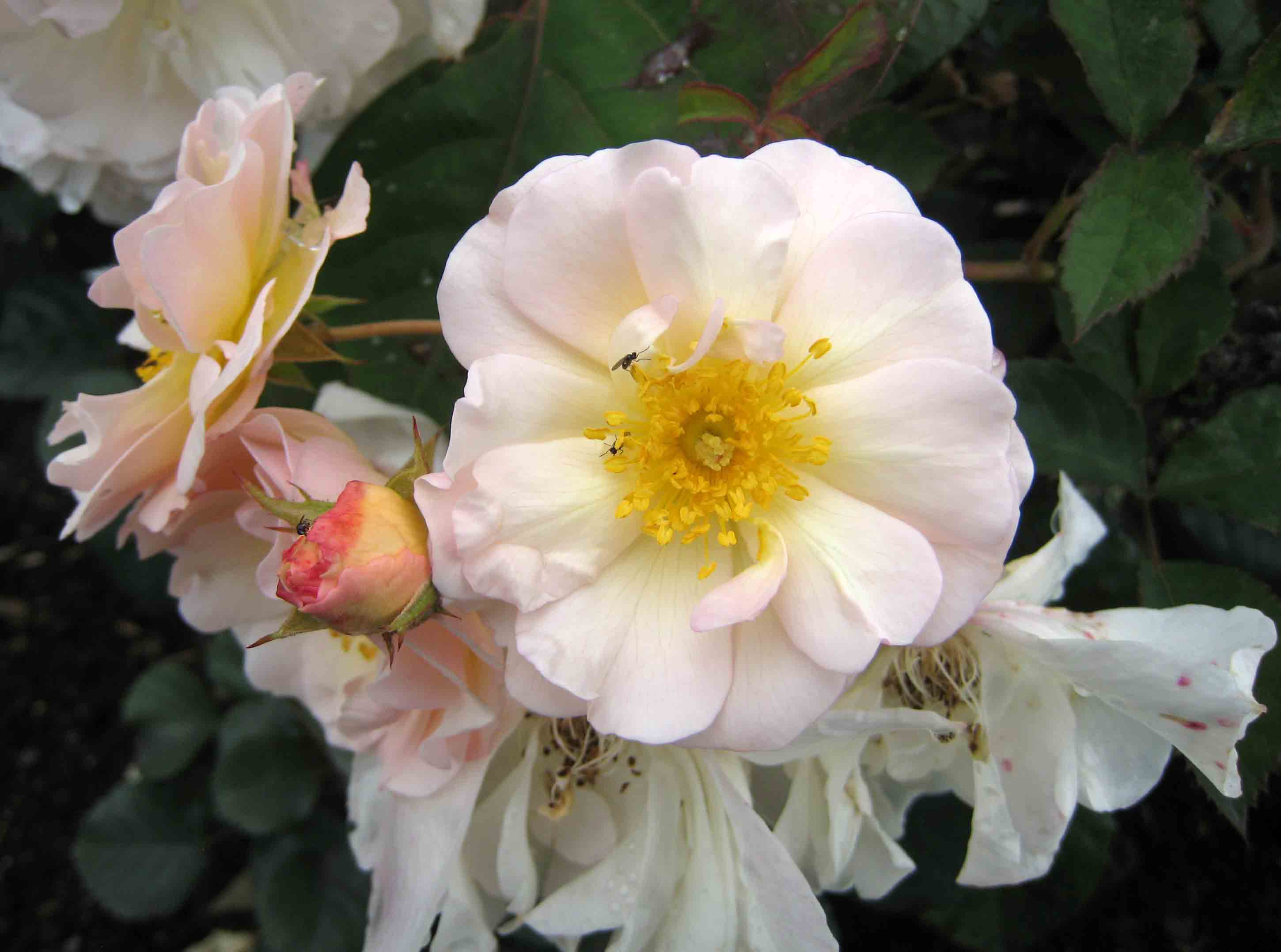
'Penelope', 1924

Bei Pembertons Moschata-Hybriden handelt es sich um große, pflegeleichte Sträucher, die mehr oder weniger ununterbrochen blühen und unterschiedlich große, einfache bis gefüllte, meistens stark duftende Blüten in großen Büscheln tragen; die meisten seiner Sorten sind weiß, rosa, zartgelb oder apricot. Pemberton benannte einige seiner Sorten nach weiblichen Figuren der griechisch-römischen Mythologie, wie 'Ceres', Galatea' (beide 1914), 'Clytemnestra' (1915), 'Callisto' (1920) oder 'Penelope' (1924). Er züchtete auch einige Teehybriden, wie 'Princess Nagako' (1922), 'I Zingari' (1925), 'Althea', 'Bernice' und 'Bianca' (alle posthum 1927), und hatte den Traum eine schwarze Rose zu züchten, was ihm jedoch nicht ganz gelang.
Joseph Pemberton war auch schriftstellerisch tätig, er schrieb das Buch Roses, their history, development and cultivation, das erstmals 1908 veröffentlicht wurde und zwölf Jahre später eine zweite Auflage erlebte. Alle Illustrationen zum Text zeichnete seine Schwester Florence Pemberton. Außerdem verfasste er ein Buch über die Krönungsfeierlichkeiten aller englischen Monarchen von Edward VI. bis William IV.; dieses erschien 1902 und erlebte zwei Auflagen und eine dritte, erweiterte Auflage, in der auch die Krönung von George V. berücksichtigt wurde.
Als Pemberton im Jahr 1926 krank wurde, bestand er darauf, dass man ihn im Bett sitzen ließ, damit er seine Rosen durch das Fenster sehen konnte. Er starb mit 74 Jahren, unverheiratet und ohne direkte Nachkommen.
Seine Rosenschule wurde zunächst von Florence Pemberton bis zu ihrem Tode im Jahr 1929 weitergeführt. Danach wurden die Rosen auf Joseph Pembertons Wunsch auf seine beiden Gärtner John Bentall und Spruzen aufgeteilt.
John A. Bentall und ganz besonders dessen Ehefrau Anne Bentall setzten die Züchtungsarbeiten fort und brachten neben eigenen Sorten posthum noch einige Züchtungen von Pemberton selber heraus, insbesondere 'Robin Hood' (1927) und 'Felicia' (1928).

## Rosen von Reverend Pemberton
HelpMeFind listet 52 Sorten von Reverend Pemberton, von denen die meisten bis heute (2022) überlebt haben, während einige – besonders Teehybriden – wahrscheinlich ausgestorben sind. Die folgenden Sorten sind heute noch bekannt:
- 1912: 'Daphne'
- 1913: 'Danae' und 'Moonlight',

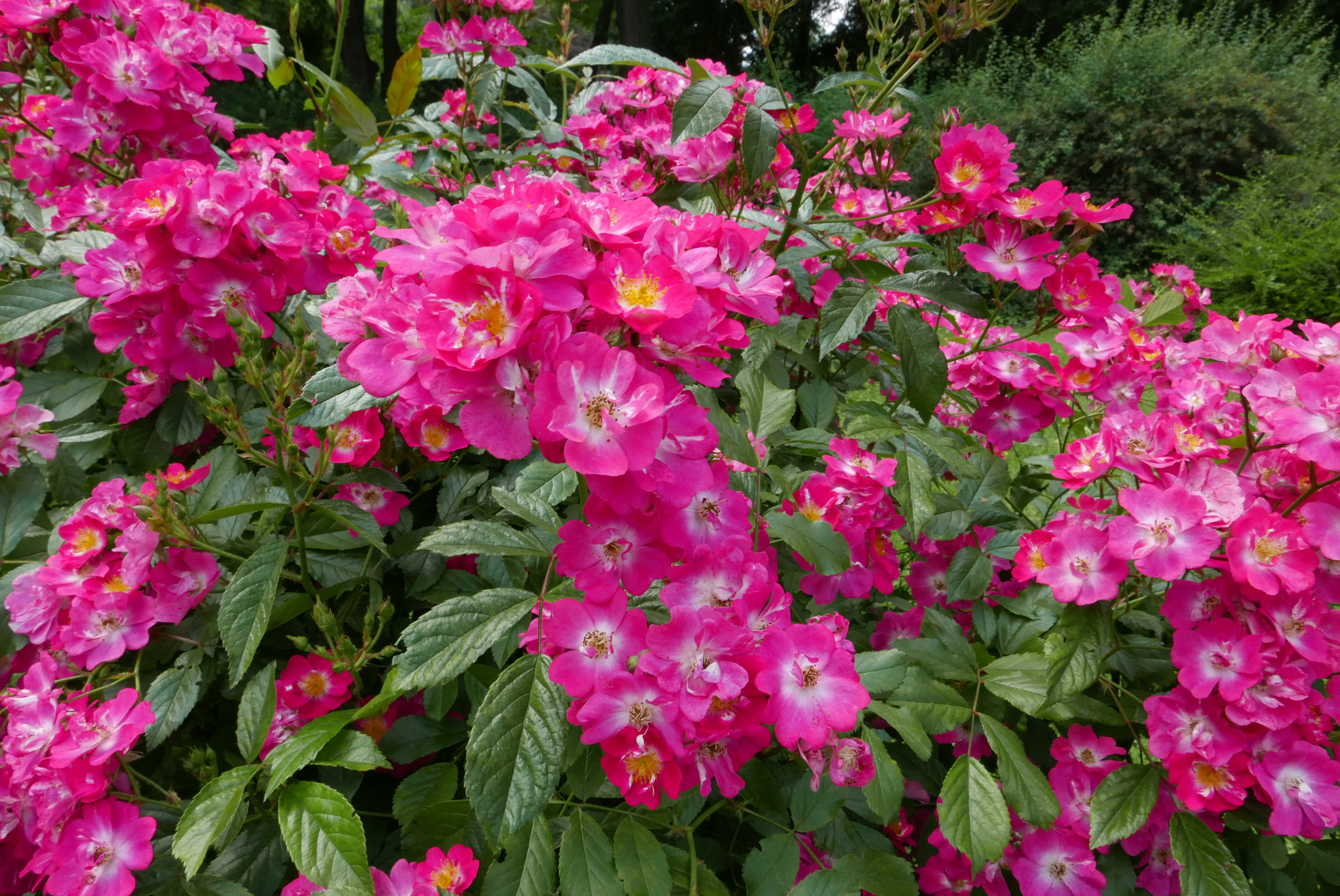
'Robin Hood', 1927

- 1914: 'Ceres' und 'Pemberton’s White Rambler'
- 1915: 'Clytemnestra'
- 1918: 'Pax'
- 1919: 'Thisbe', 'Prosperity', 'Star of Persia' und 'Daybreak'
- 1920: 'Callisto', 'Vanity' und 'Havering Rambler'
- 1921: 'Sammy'
- 1922: 'Kathleen', 'Francesca' und 'Princess Nagako'
- 1923: 'Aurora', 'Nur Mahal', 'Sea Spray'
- 1924: 'Penelope'
- 1925: 'Cornelia'
- 1927 (posth.): 'Bianca', 'Fortuna' und 'Robin Hood',
- 1928 (posth.): 'Felicia' und 'E. Pemberton Barnes'
- 1929 (posth.): 'Chami'
- 1930 (posth.): 'Rebecca' und 'Maid Marion'

## Bildergalerie

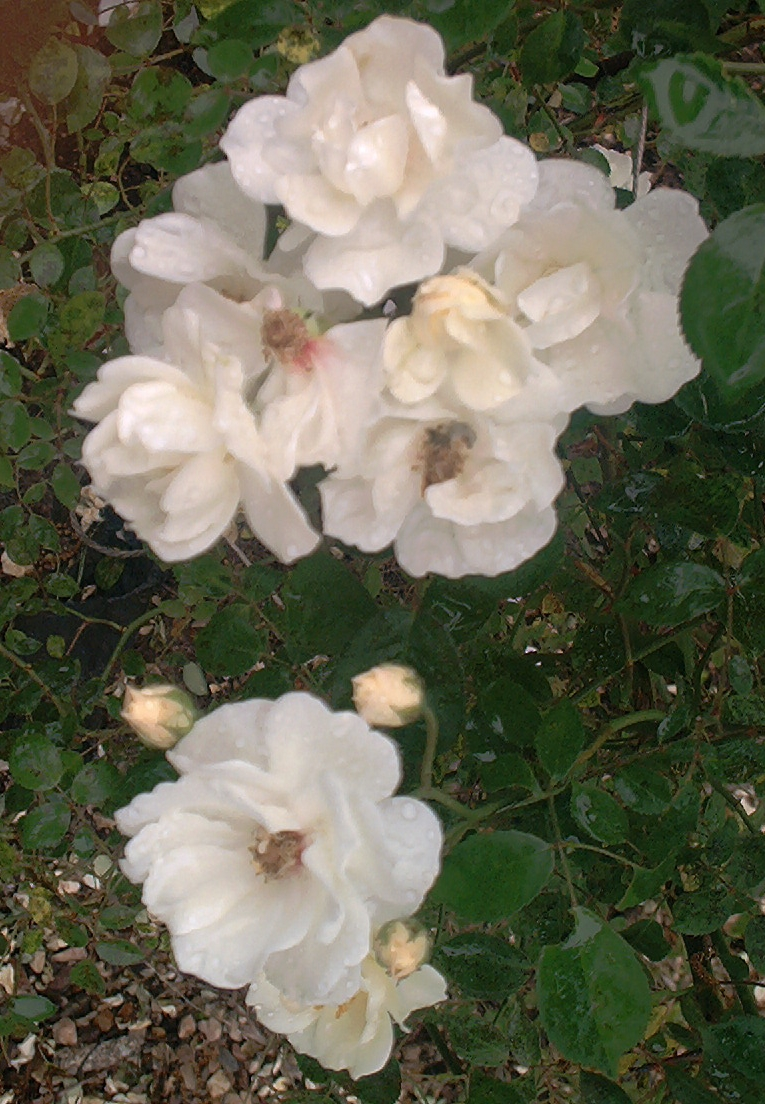
'Moonlight', 1913
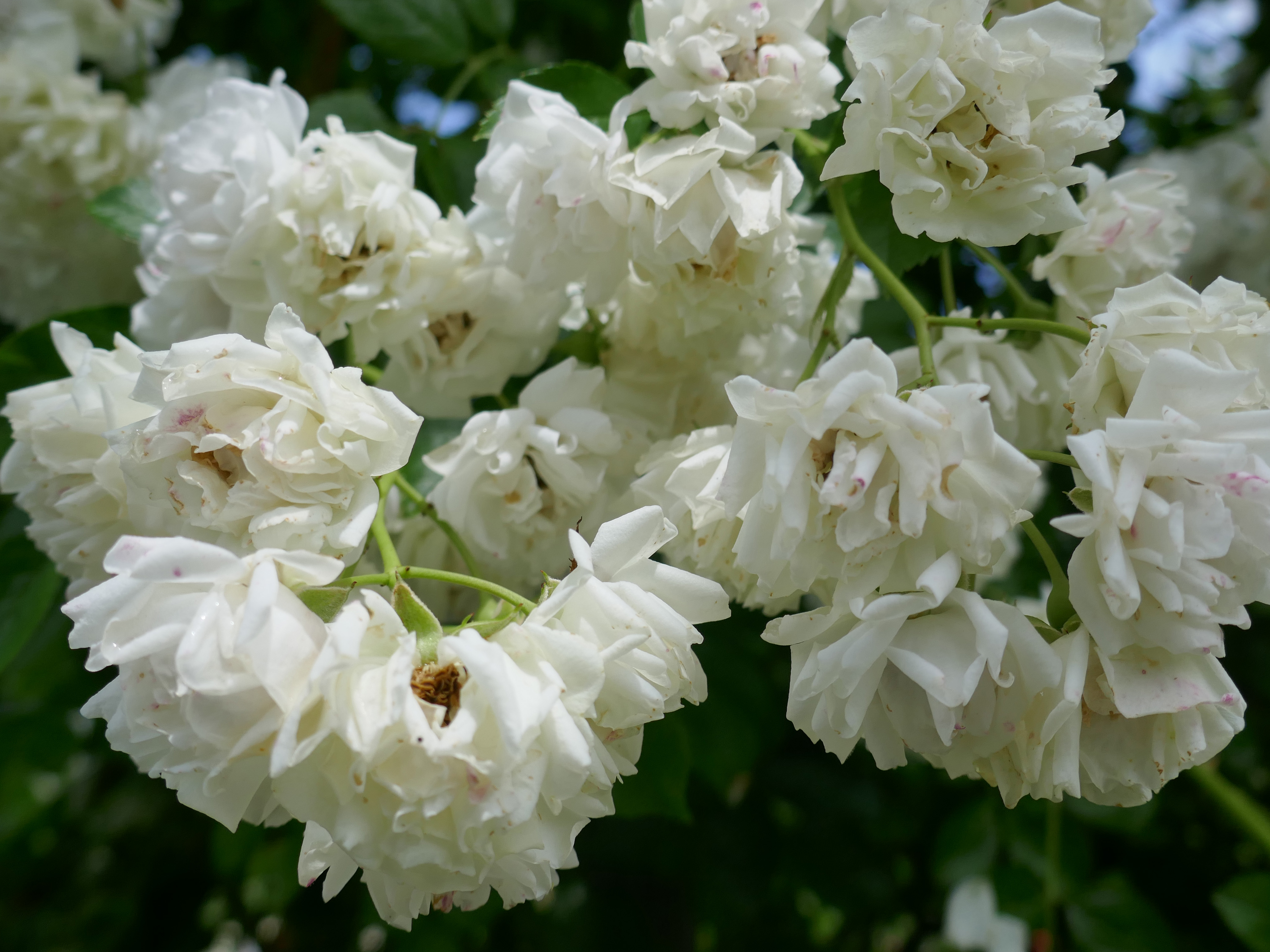
'Pemberton's White Rambler', 1914
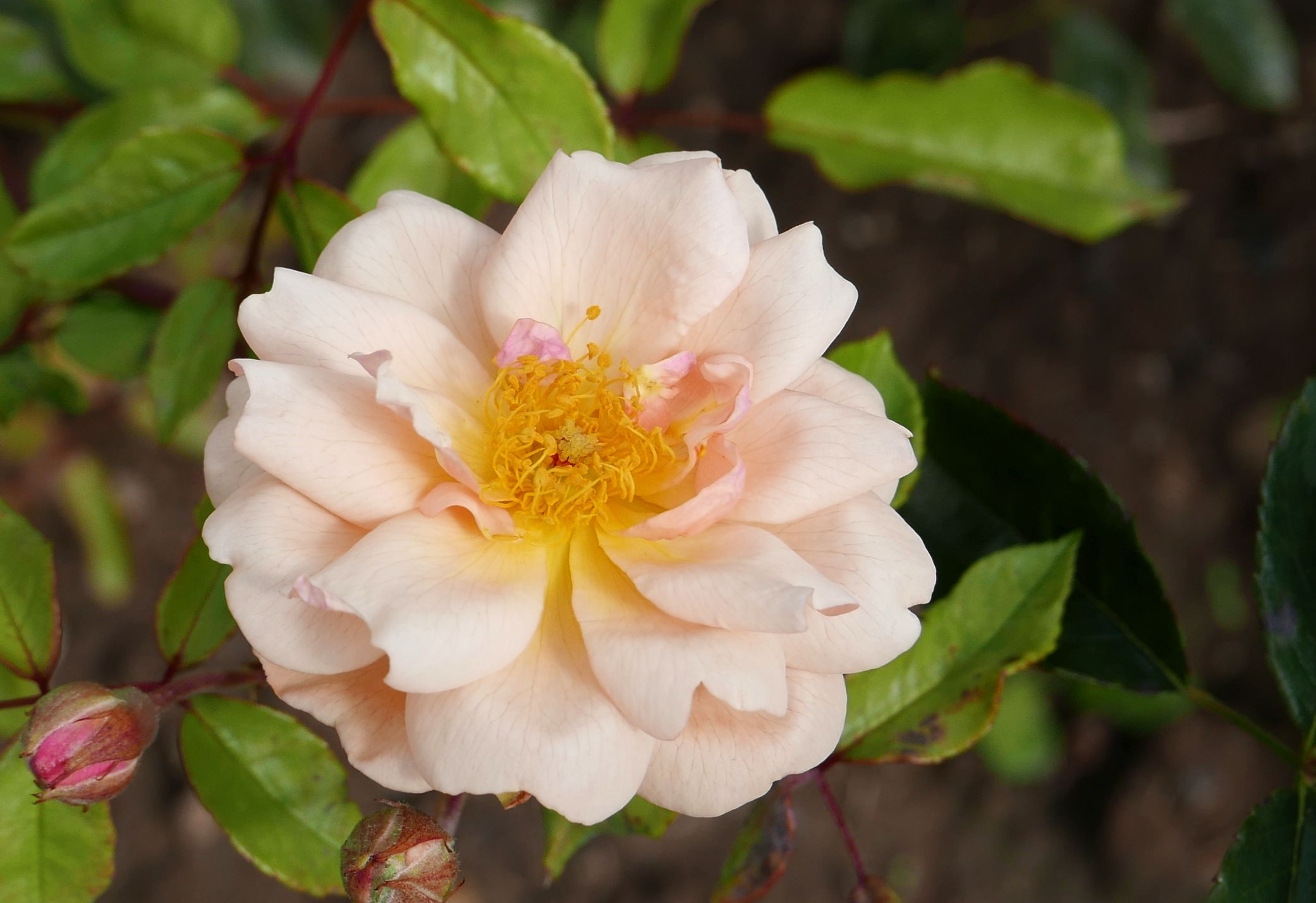
'Clytemnestra', 1915
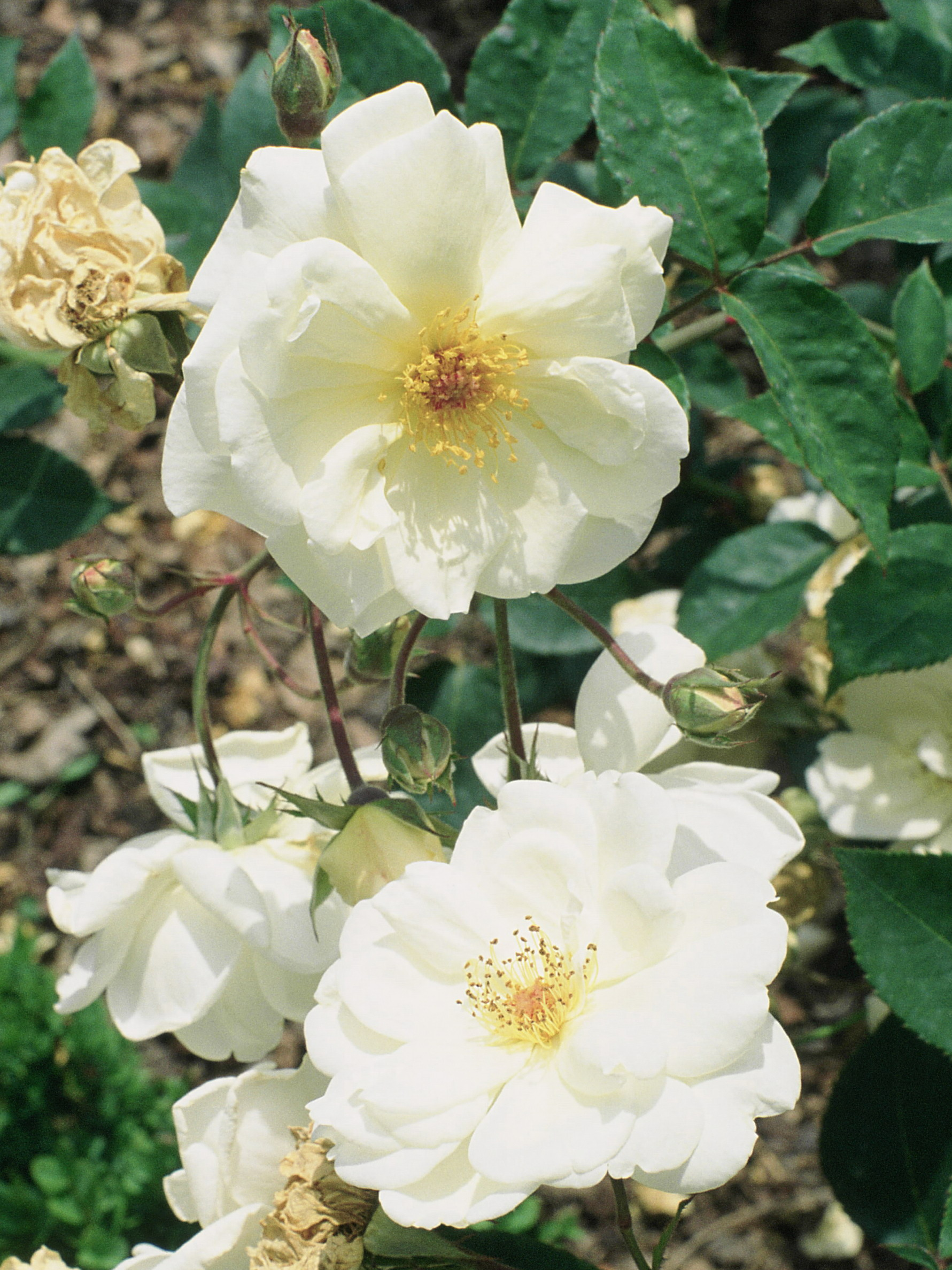
'Pax', 1918
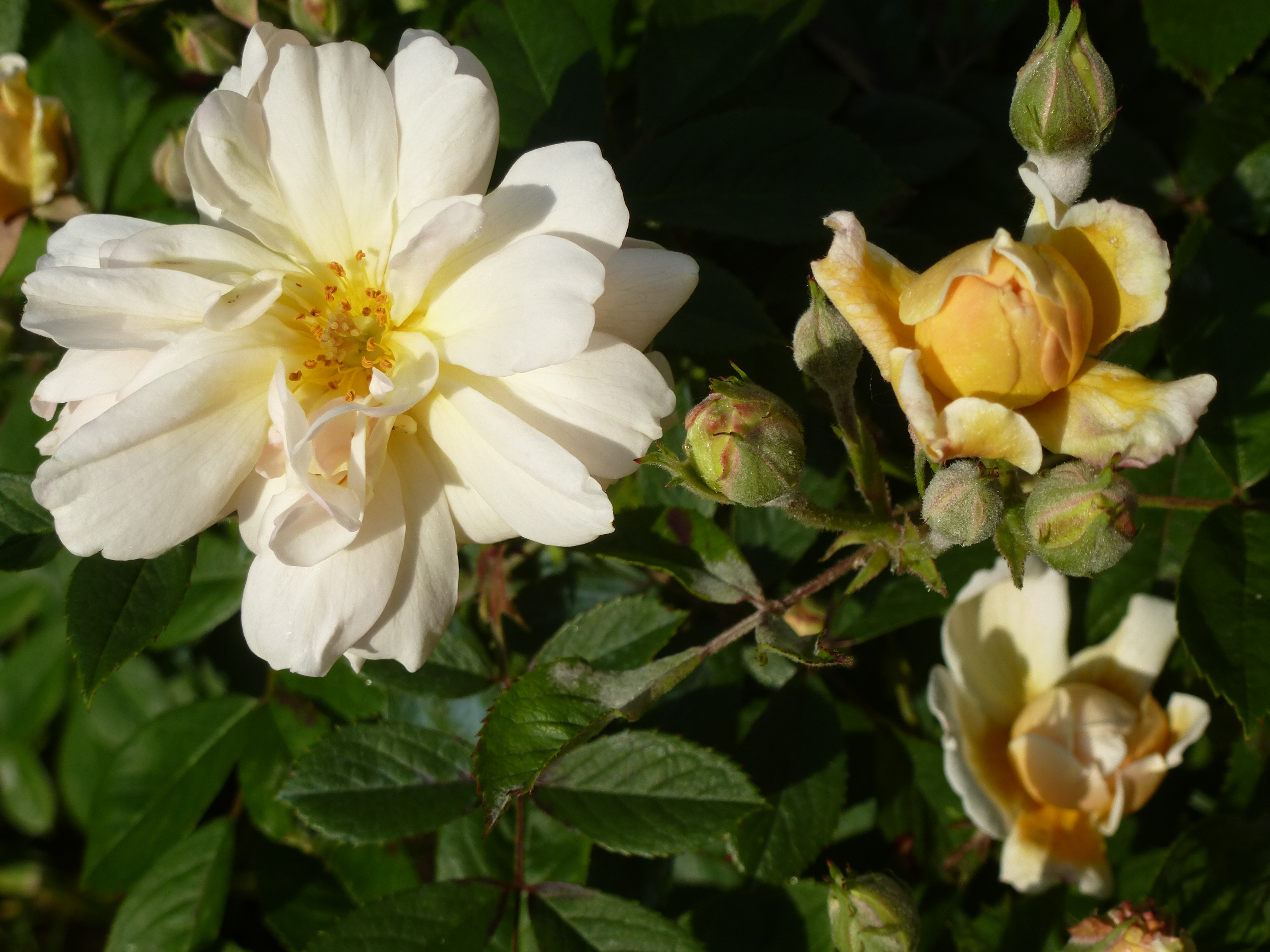
'Thisbe', 1918
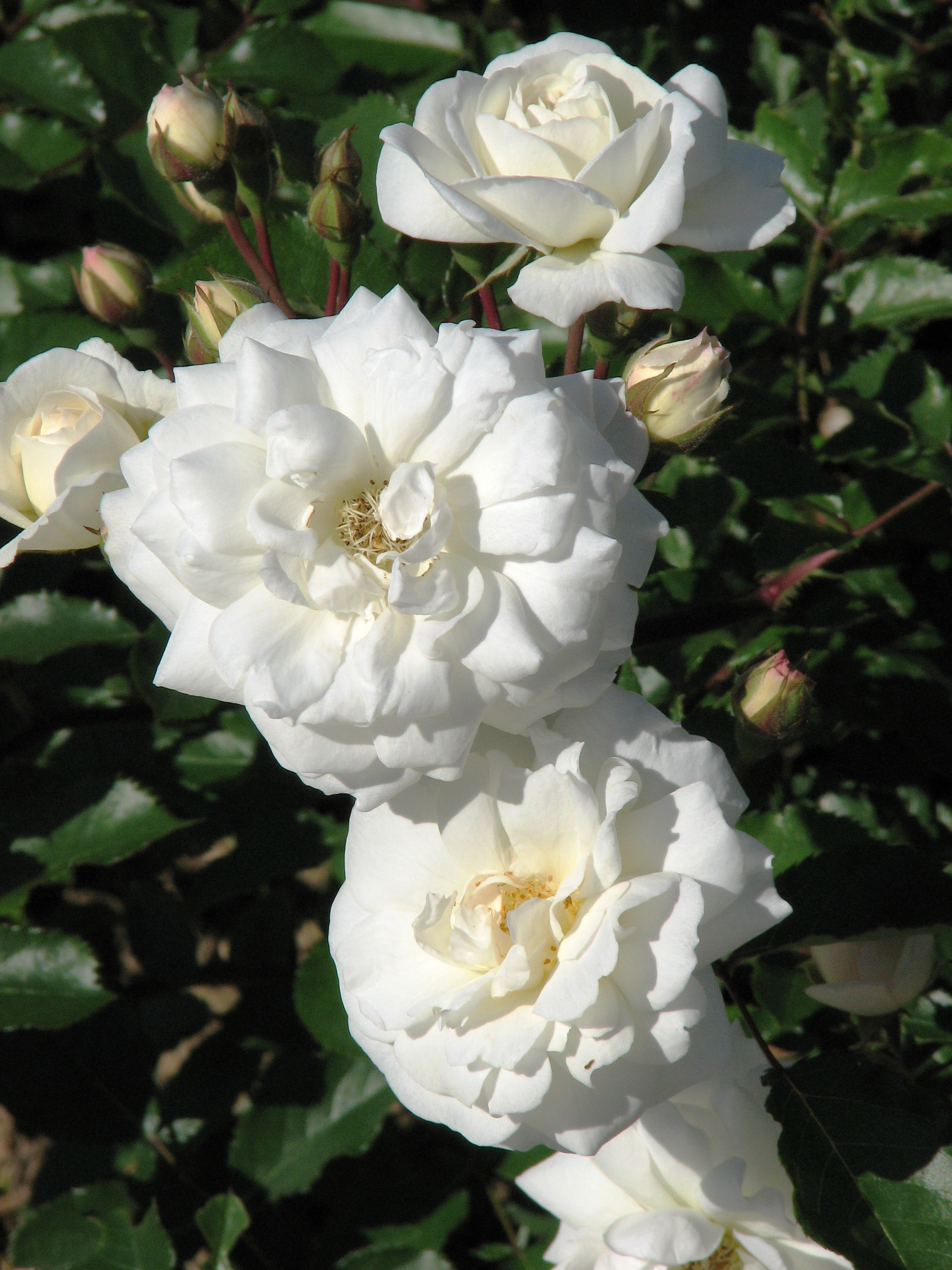
'Prosperity', 1919
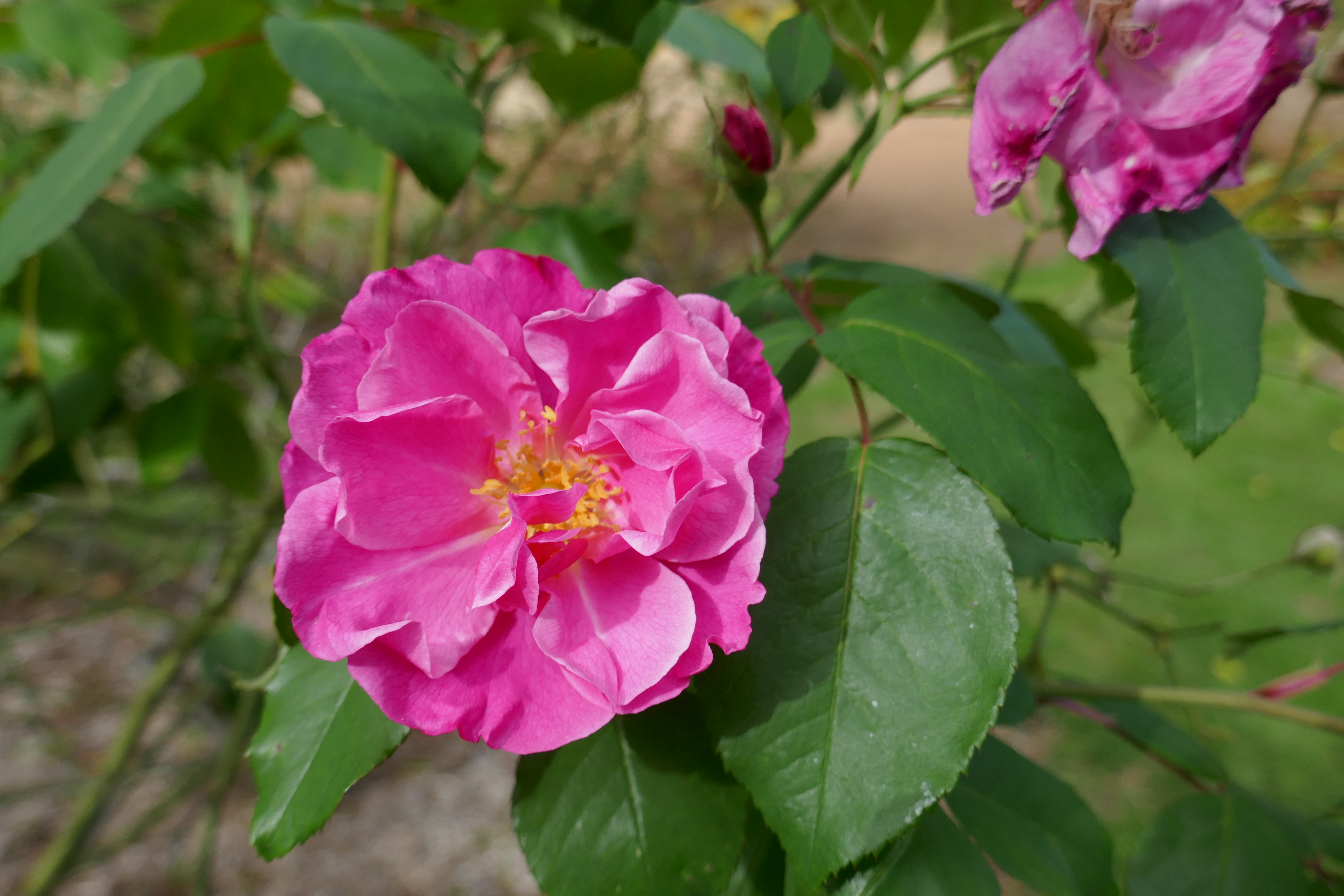
'Vanity', 1920
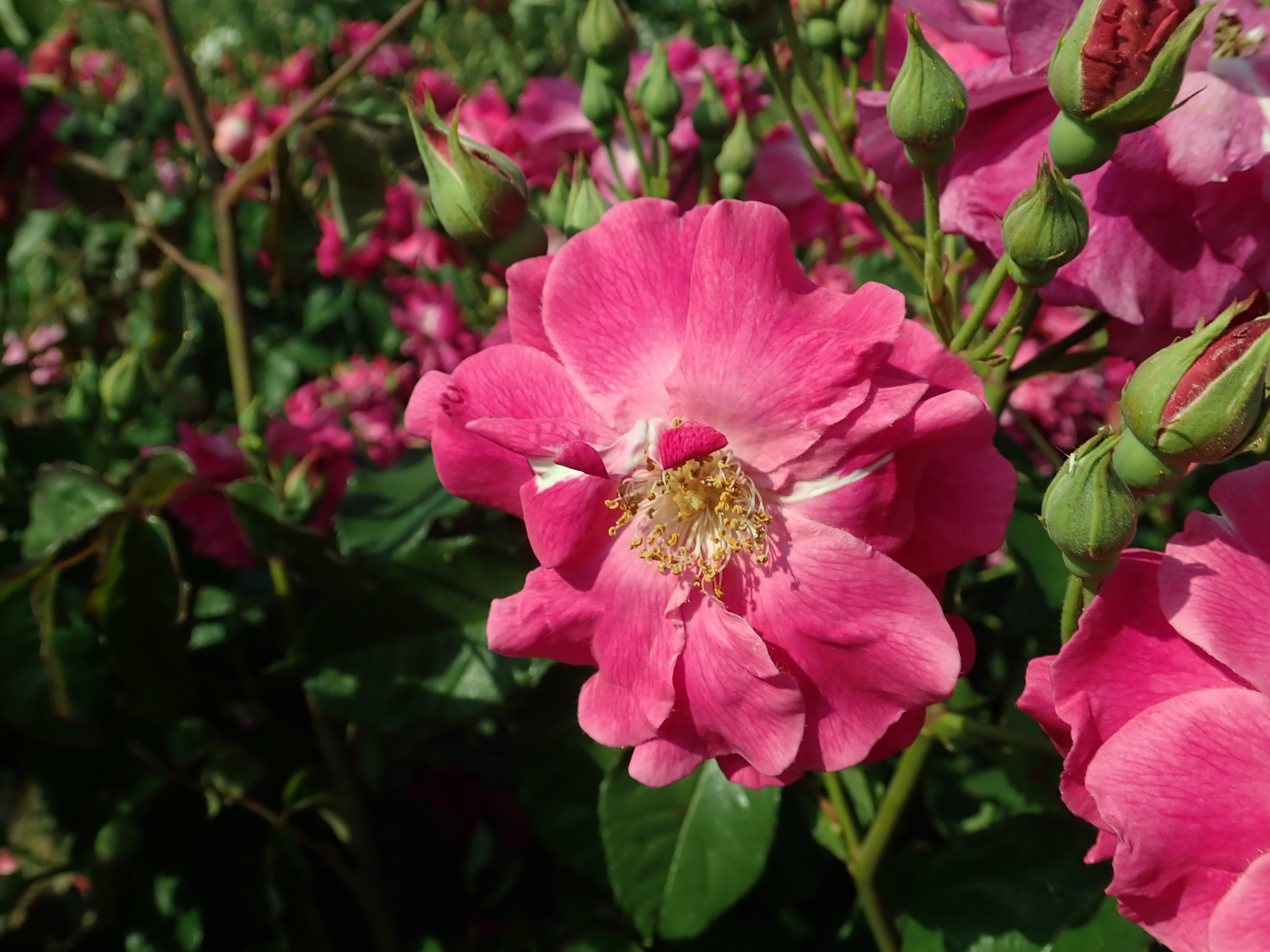
'Sammy', 1921
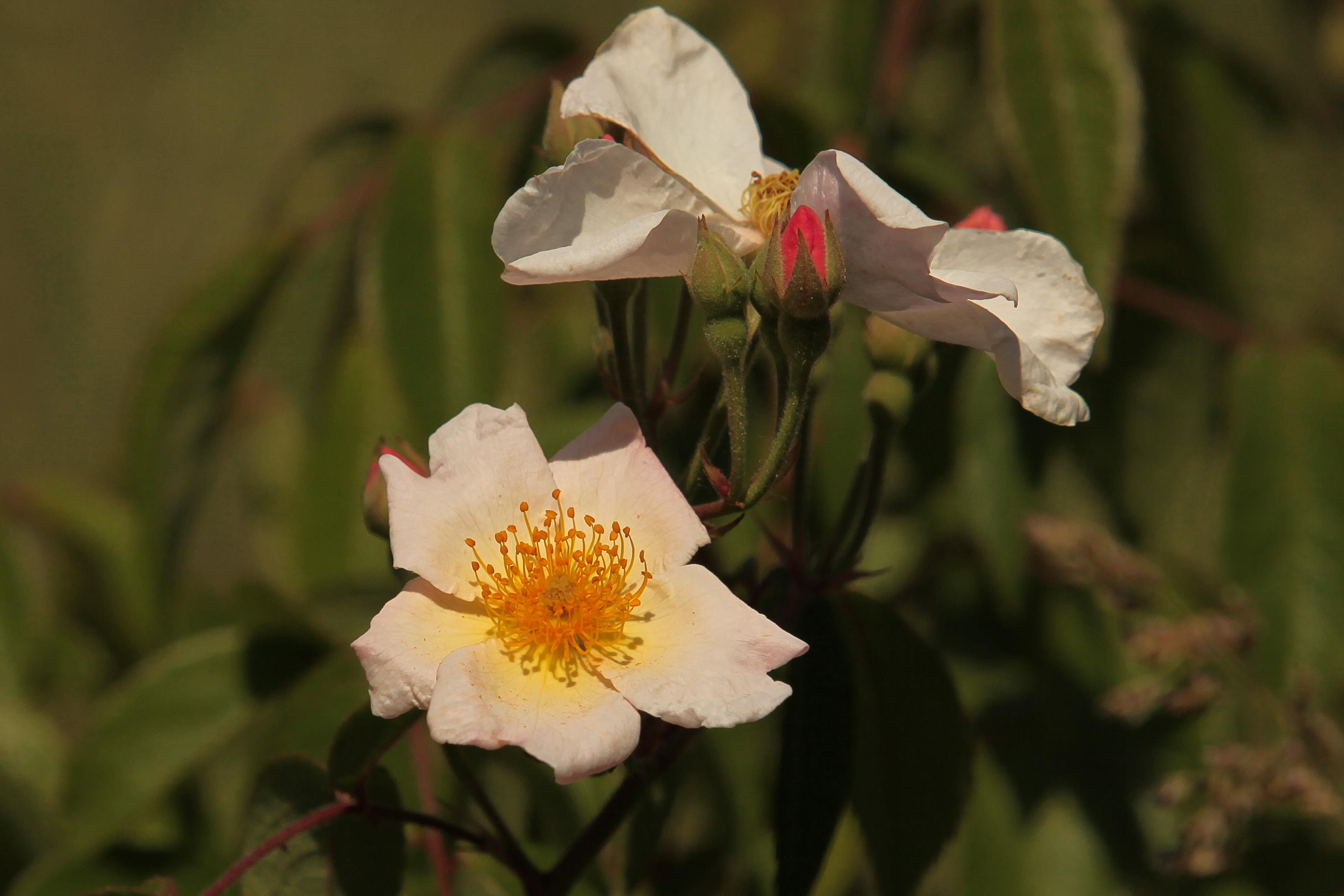
'Kathleen', 1922
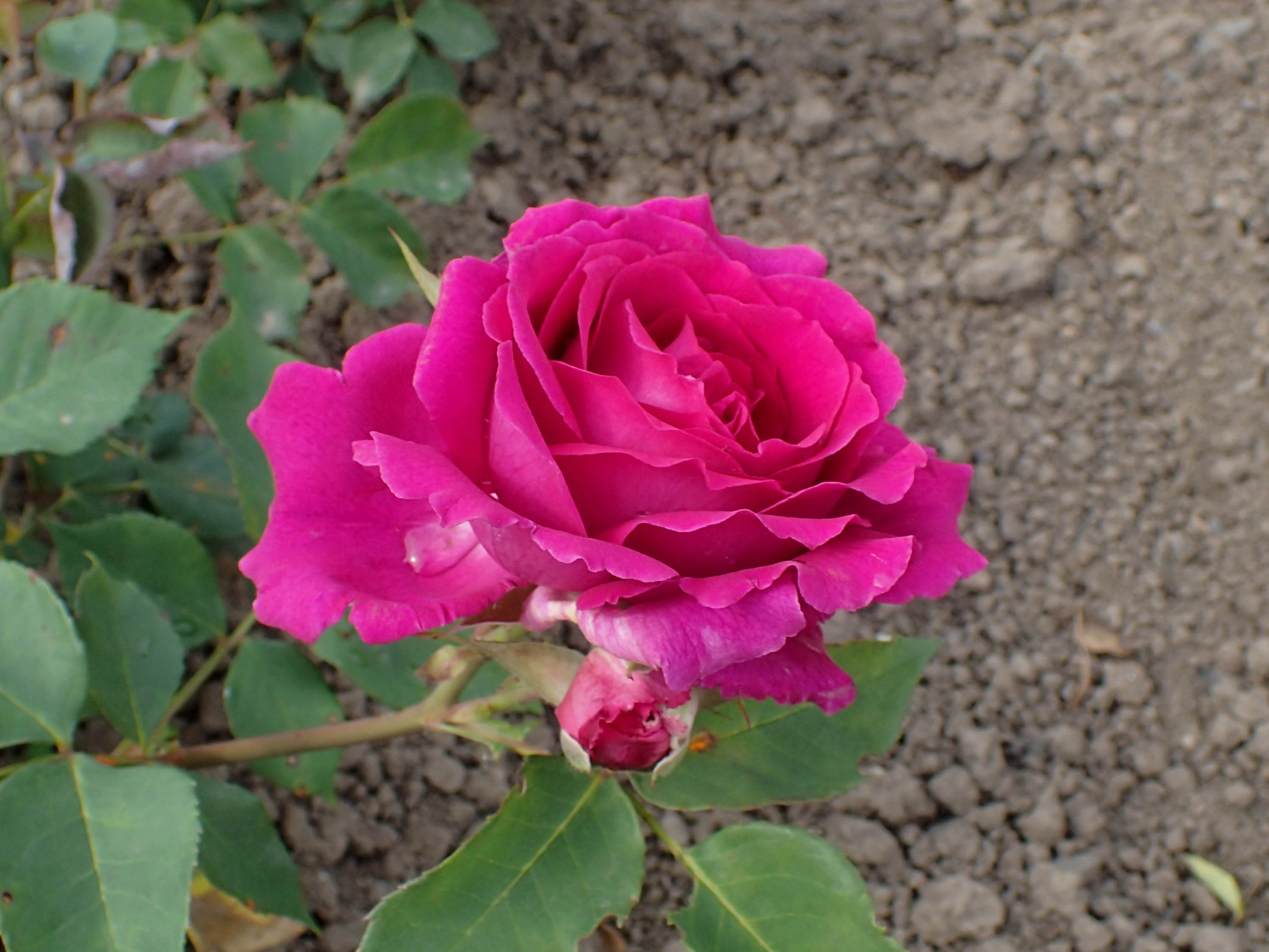
'Princess Nagako', 1922
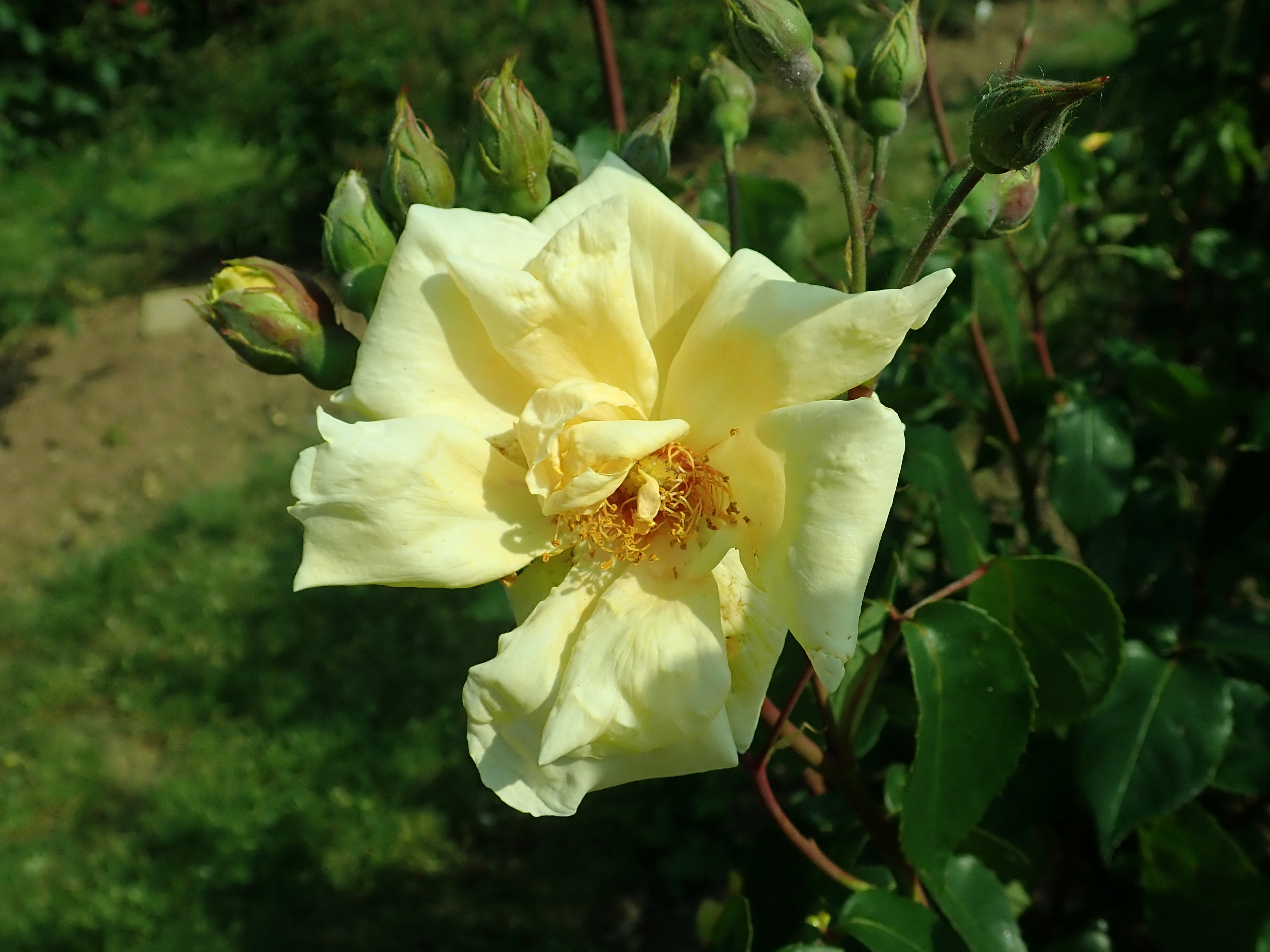
'Francesca', 1922
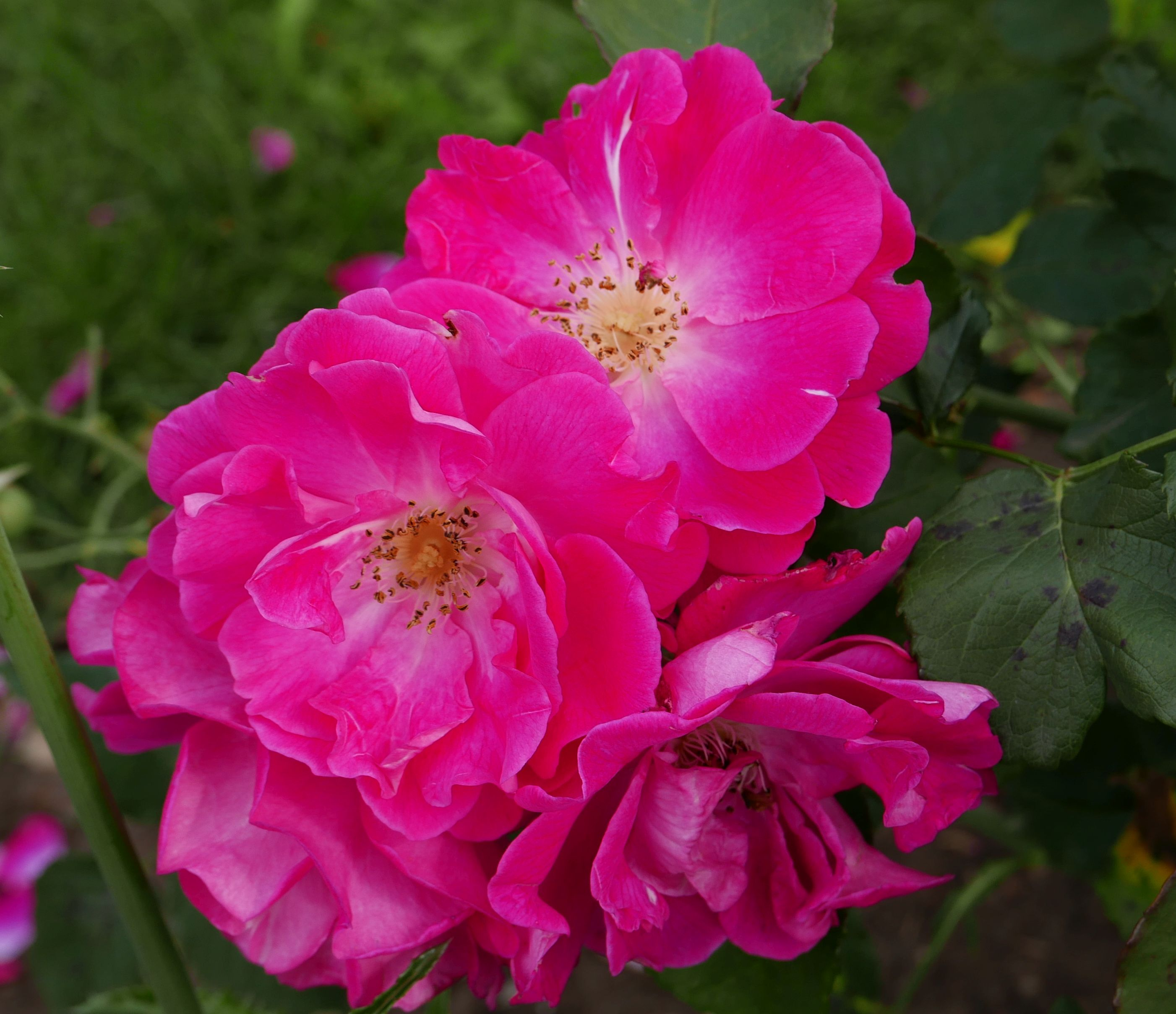
'Nur Mahal', 1923
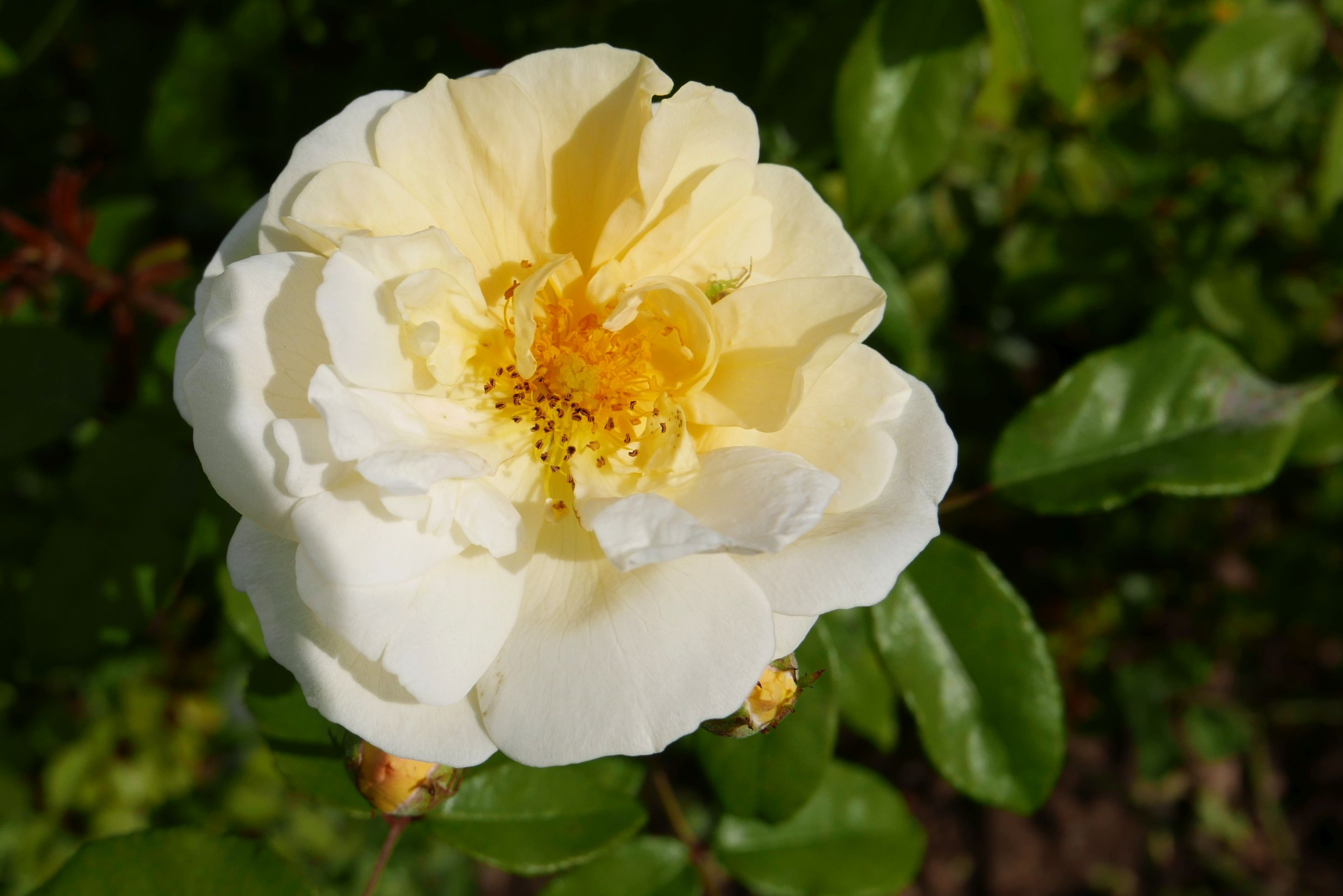
'Aurora', 1923
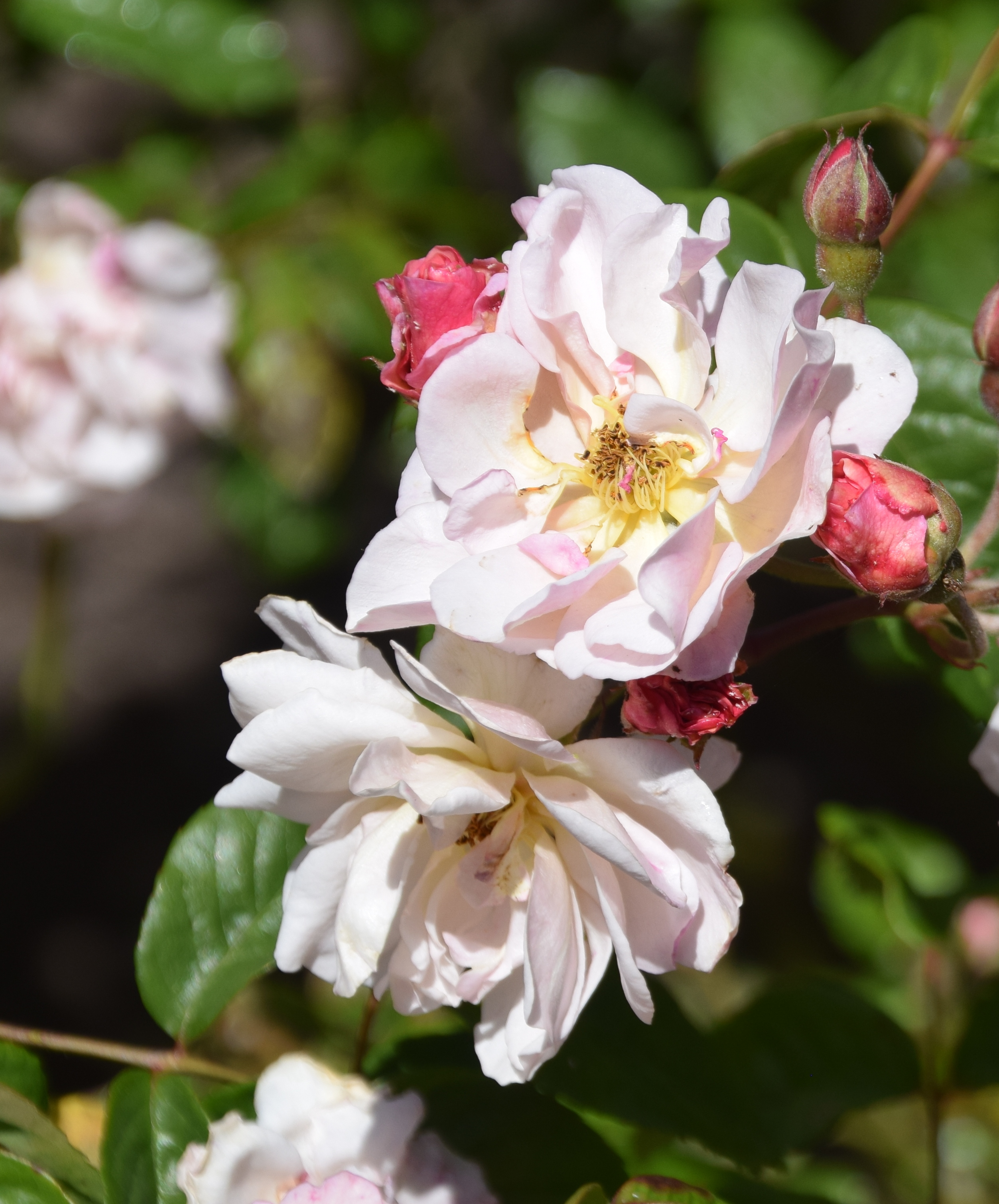
'Cornelia', 1925
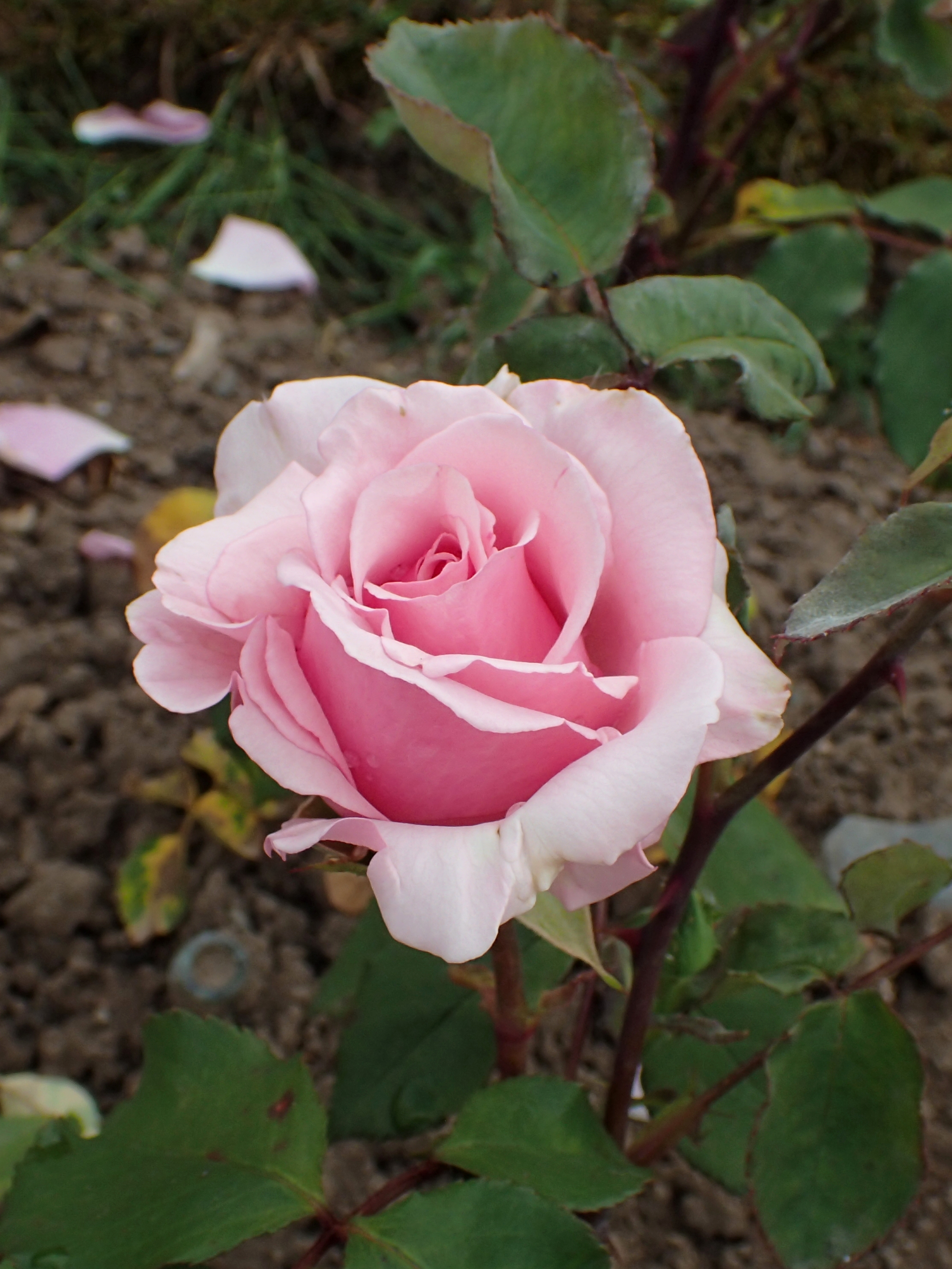
'E. Pemberton-Barnes', 1928
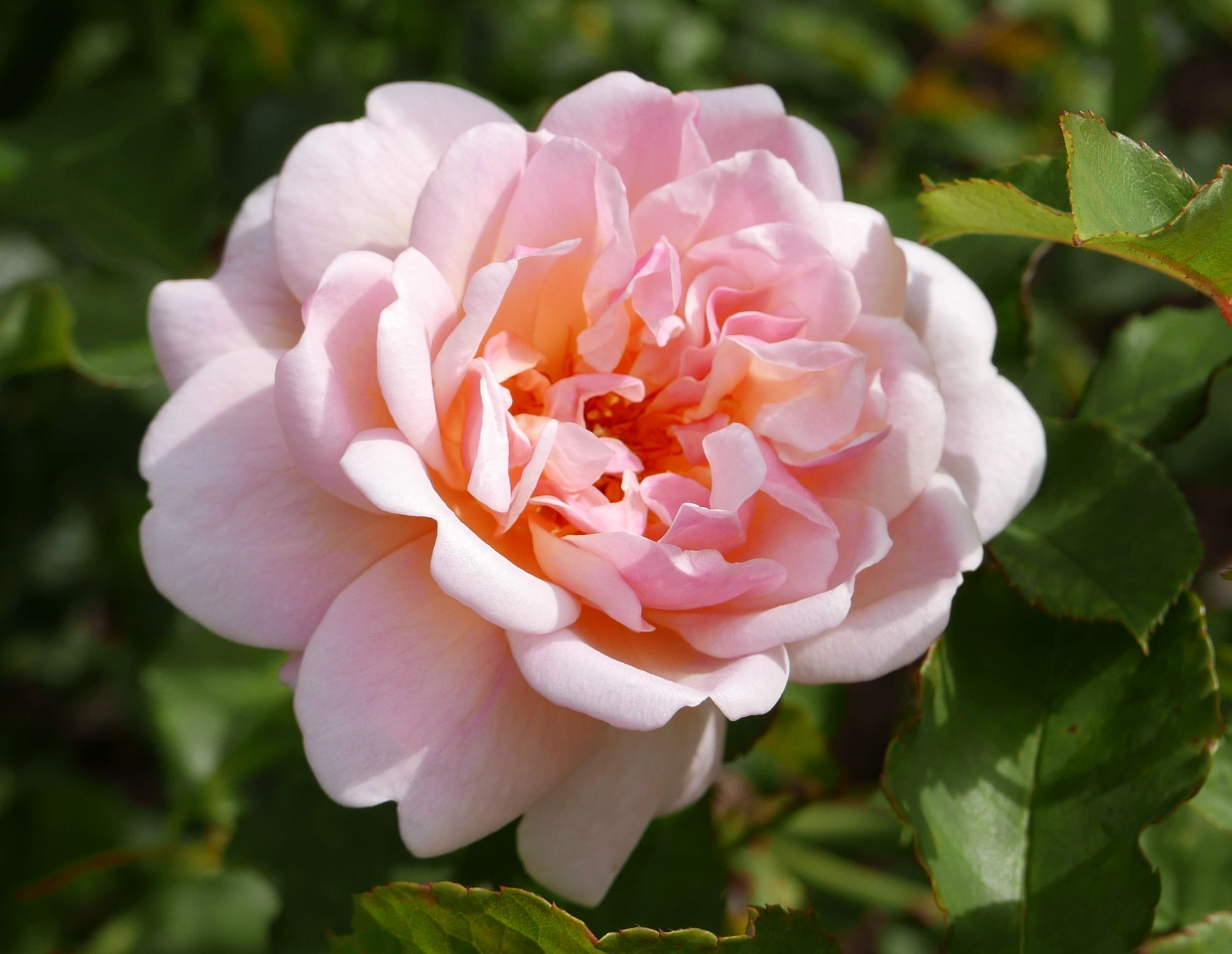
'Felicia', 1928
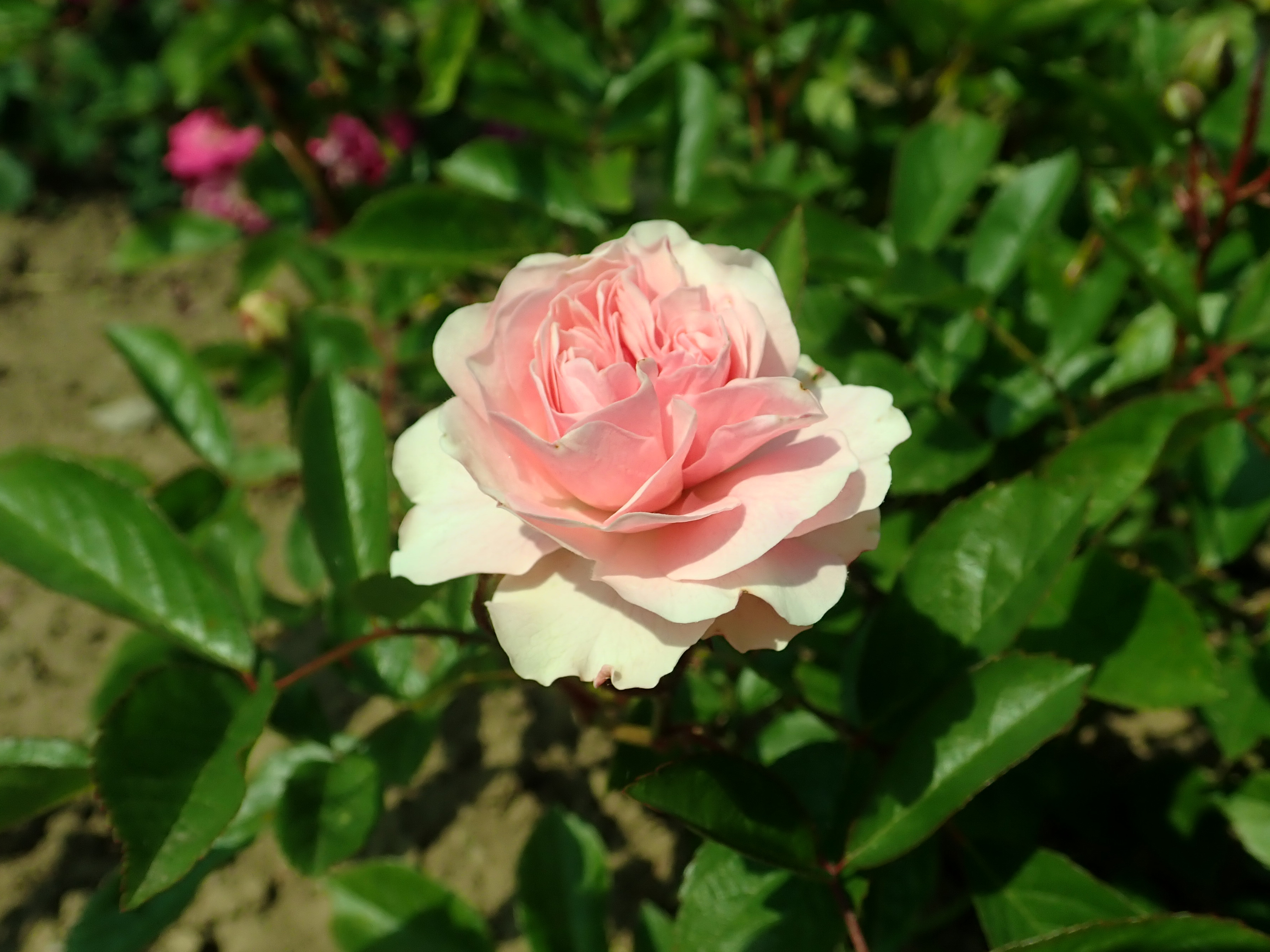
'Chami', 1929
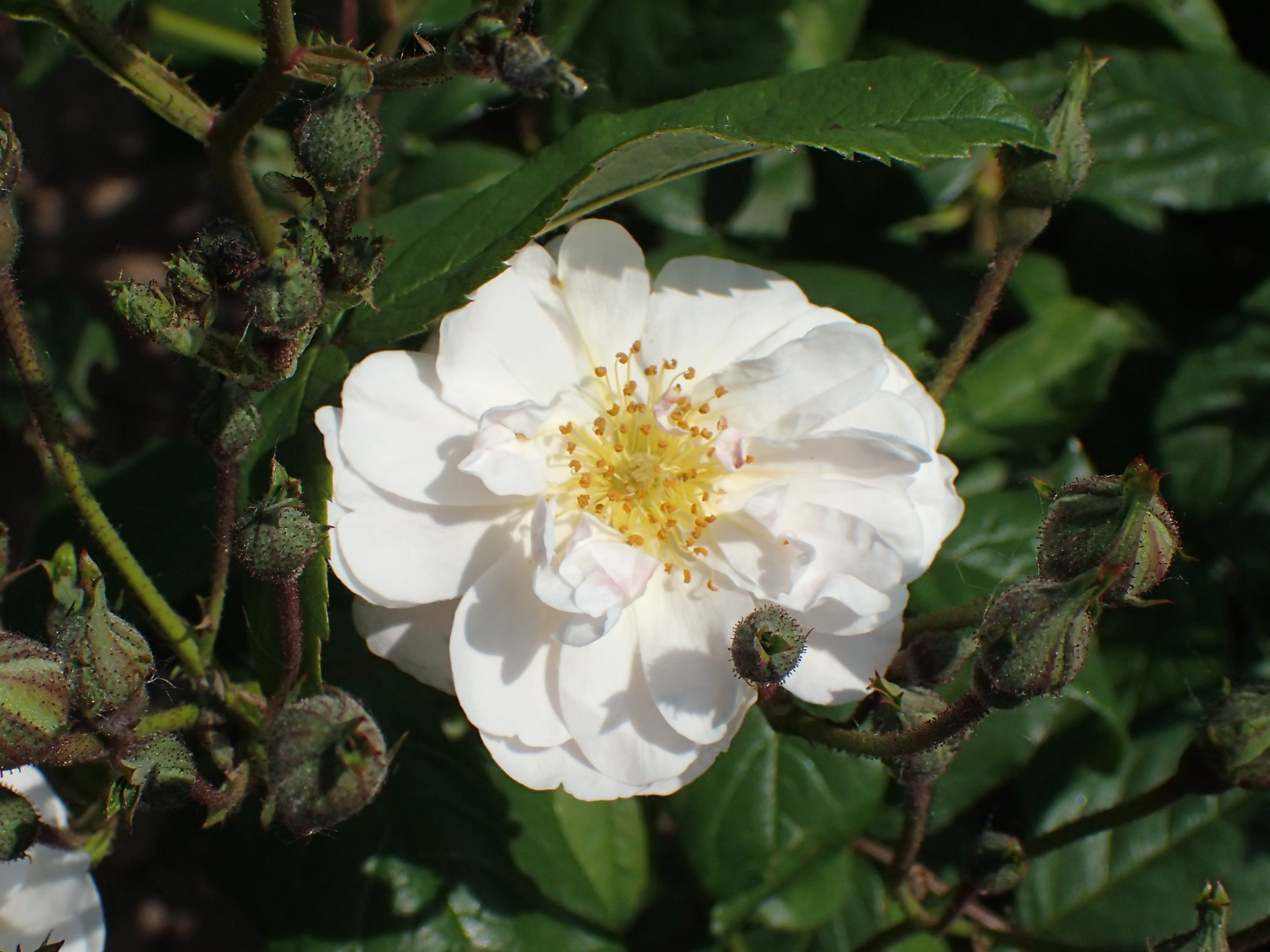
'Maid Marion', 1930